# A.R.O.G
A.R.O.G (ترکی استانبولی: A.R.O.G: Bir Yontma Taş Filmi) فیلمی در ژانر نقیضه، کمدی، و علمی–تخیلی به کارگردانی جم ییلماز است که در سال ۲۰۰۸ منتشر شد. از بازیگران آن می‌توان به جم ییلماز، اوزگه اوزبرک، ظفر الگوز، و نیل کارا ایبراهیم گیل ارنر اشاره کرد. این فیلم ادامه‌ای بر فیلم G.O.R.A. بود. این فیلم یکی از پر هزینه‌ترین فیلم‌های تاریخ ترکیه است.